# Кузяево (платформа)

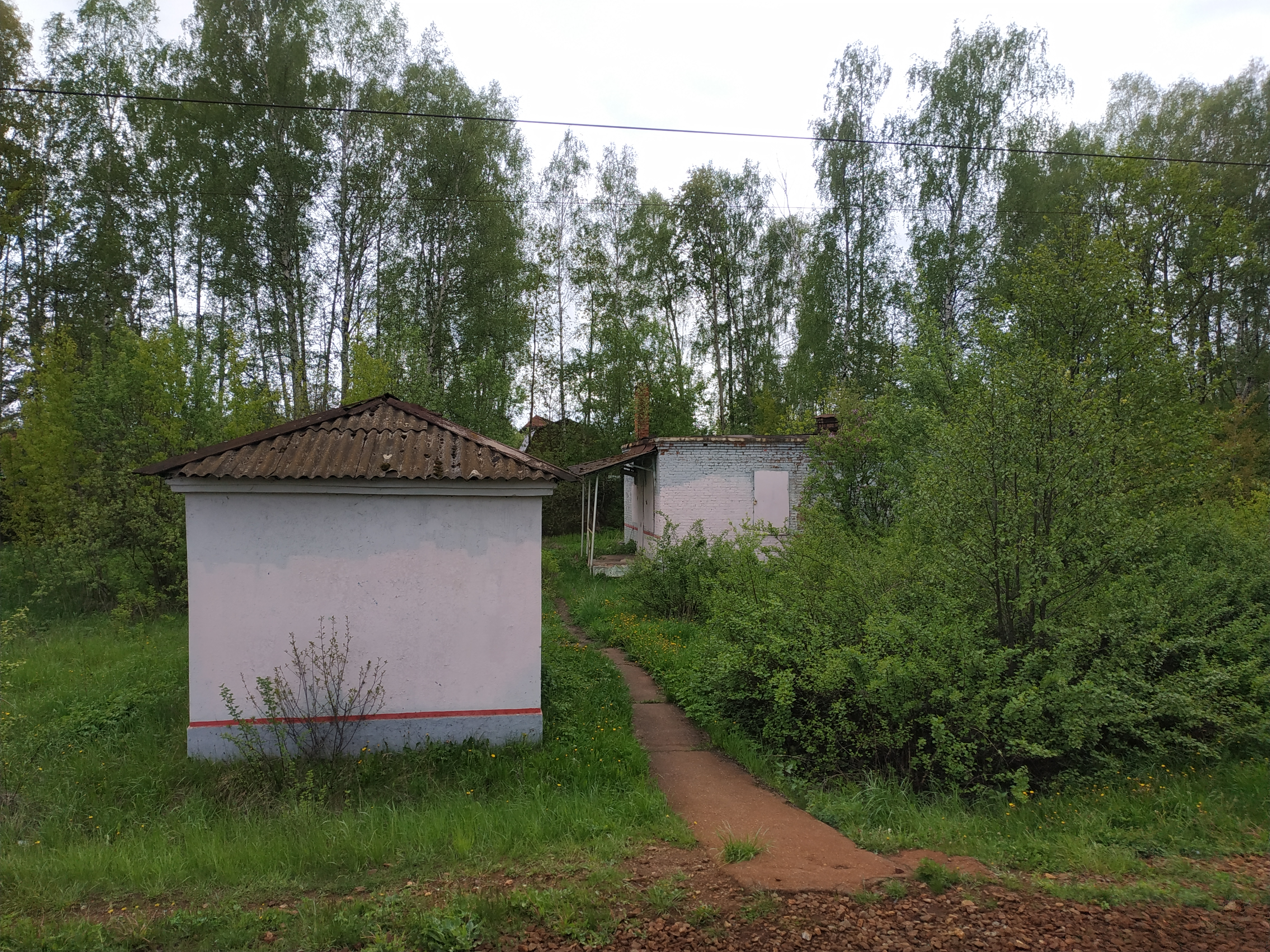
Станционные здания (2020)

Кузя́ево — железнодорожная платформа, бывшая станция, Казанского направления МЖД в деревне Кузяево Раменского района Московской области.
Единственная островная пассажирская платформа. Переход пассажиров на платформу осуществляется по настилам через пути. Не оборудована турникетами.
К западу от платформы — переезд через автодорогу, соединяющую Кузяево с Егорьевским шоссе.
Время движения от Казанского вокзала — около 1 часа 20 минут.